# Lenguas turanias
El término lenguas turanias o turanas se refiere a la denominación que se dio las lenguas de Asia central y Extremo Oriente a principios y mediados del siglo XIX, cuando se consideraba que dichas lenguas estaban emparentadas y formaban una familia. La hipótesis turania de parentesco se basaba ampliamente en conjeturas lingüísticas basadas más en el tipo racial que en la evidencia lingüística disponible. La mejor documentación de las lenguas de Asia durante el siglo XIX llevó a descartar que todas esas lenguas formaran una única familia lingüística.
El nombre podría de Tūrān el nombre persa de Transoxiana.

## Historia
Los europeos de principios del siglo XIX no tenían un buen conocimiento de los pueblos de Asia oriental. De hecho aún a mediados del siglo XIX algunos autores sostenían que virtualmente todas las lenguas  de los pueblos que por entonces se llamaban "razas mongoloides" hablaban lenguas relacionadas de una única familia lingüística que denominaron familia turania. Un autor representativo de mediados del siglo XIX es Friedrich Max Müller, uno de los principales proponentes de esta teoría; este autor dividía las lenguas del Viejo Mundo en tres familias lingüísticas:

Las lenguas en general pueden dividirse en tres familias que se han llamado Semítica, Aria y Turania. ... Las naciones semíticas aparecieron en el primer estadio de la historia ... La segunda familia de lenguas es la Aria, o como se suele llamar, la Indoeuropea. Este último nombre indica la extensión geográfica de esta familia desde la India a Europa, la primera recuerda su origen histórico, siendo Arya el nombre más antiguo por el cual sus ancestros se denominaron a sí mismos ... La tercera familia es la Turania. Esta comprende todas las lenguas de Asia y Europa no incluidas en las familias Aria o Semítica, con la excepción del chino y sus dialectos
 Müller, 1855

.
La hipótesis turania fue propular especialmente en Gran Bretaña, donde trabajó uno de sus principales defensores el eminente orientalista británico Brian H. Hodgson. Hodgson defendió que

Tamuilians [drávidas], Tibetans, Indo-Chinese, Chinese, Tangius, Mongols, and Turks are so many branches of another single family, viz., the Turinian' (1849: 453)

En parte a partir del trabajo descriptivo de Hodgson, Hunter compiló el Comparative dictionary of the non-Aryan languages of India and High Asia que él creía que a "pesar de sus exactitudes" demostraba

'that China has given its speech not merely to the great islands of the Southern Ocean, but to the whole of the Eastern Peninsula, to Siam, Tenasserim, Burmah, in a less degree to Central Asia, to many of the Himalayan tribes, and to some of the pre-Aryan peoples of the interior of India' (1868: 20)

Para Hunter incluso las lenguas munda y el chino derivaban de una fuente común. Dichas obras carecían de escaso valor científico y estaban plagadas de inexactitudes que fueron rápidamente descartadas por el posterior trabajo lingüístico.
Algunos contemporáneos como, Schott (1856) y otros ya habían criticado en su momento la inadecuada fundamentación teórica de la hipótesis turania, y hacia el cambio de siglo la hipótesis podía considerarse definitivamente abandonada. En sus memorias Müller, que por entonces había abandonado la hipótesis turania, observó que parecía una moda intelectual de los especialistas criticar dicha agrupación alófila (no-aria, no-semítica) como si hubiera publicado recientemente, lo cual sugiere que incluso para autores como él había quedado demostrado desde hacía mucho tiempo que la hipótesis era incorrecta.